# 46-os busz (Budapest)
A budapesti 46-os jelzésű autóbusz Újpalota, Nyírpalota út és a Helikopter lakópark között közlekedik, Rákoskeresztúr, városközpont érintésével. A viszonylatot a Budapesti Közlekedési Zrt. üzemelteti. A nappali járatok közül a leghosszabb, a főváros közigazgatási határán belül, bizonyos szakaszán hurokban is közlekedő autóbusz viszonylat.
Munkanapokon, a reggeli csúcsidőben néhány járat 146-os jelzéssel közlekedik, amely a Cinkotai út – Gyöngytyúk utca – XVII. utca – Ferihegyi út útvonalon éri el Rákoskeresztúr, városközpont végállomást.

## Története
2007. augusztus 21-én indult meg a buszforgalom a 46-os vonalán. A járat érinti többek között Újpalotát, Cinkotát és Rákoskeresztúrt. 2008. február 4-én a Cinkotai autóbuszgarázstól Rákoskeresztúr, városközpontig közlekedő garázsmeneti autóbuszok a 46G jelzést kapták, ami szeptemberben 146A-ra módosult. Ekkor indult a 146-os busz is, Újpalota, Nyírpalota út és a Rákoskeresztúr, városközpont között. 2009. augusztus 22-étől Rákoskeresztúr felé betér a Helikopter lakótelepre is, kijelölt végállomása Rákoskeresztúr, városközpont maradt. 2013. május 11-én bevezették a vonalon az első ajtós felszállási rendet. 2023. április 1-jétől megáll a Kvasz András utca megállóhelyen is.

## Útvonala
| Helikopter lakópark felé |
| Újpalota, Nyírpalota út vá. – Nyírpalota út – Zsókavár utca – Erdőkerülő utca – Szentmihályi út – Rákospalotai határút – János utca – Csömöri út – Szlovák út – Rákosi út – Mátyás király utca – Arany János utca – Margit utca – Baross Gábor utca – Veres Péter út – Jókai Mór utca – Újszász utca – Somkút utca – Vidám vásár utca – Simongát utca – Cinkotai út – Pesti út – Rákoskeresztúr, városközpont – Ferihegyi út – Szabadság utca – Lőrinci út – Helikopter út – Kvasz András utca mh. |
| Újpalota, Nyírpalota út felé |
| Kvasz András utca mh. – Helikopter út – Újmajori utca – Rákosmezei Repülők útja – Kvasz András utca – Helikopter út – Lőrinci út – Szabadság utca – Ferihegyi út – Rákoskeresztúr, városközpont vá. (vonalközi végállomás Újpalota felé) – Pesti út – Cinkotai út – Simongát utca – Vidám vásár utca – Somkút utca – Újszász utca – Jókai Mór utca – Veres Péter út – Baross Gábor utca – Margit utca – Arany János utca – Mátyás király utca – Rákosi út – Szlovák út – Csömöri út – György utca – Rákospalotai határút – Szentmihályi út – Erdőkerülő utca – Zsókavár utca – Nyírpalota út – Újpalota, Nyírpalota út vá. |

## Megállóhelyei
| 0  | Újpalota, Nyírpalota út végállomás                    | 116 | 7, 7E, 8E, 108E, 130, 133E, 146                                                                                 |
| 2  | Vásárcsarnok                                          | 115 | 7, 7E, 8E, 96, 108E, 130, 133E, 146, 196, 196A, 296, 296A 69                                                    |
| 4  | Fő tér                                                | 113 | 7, 7E, 8E, 96, 108E, 130, 133E, 146, 196, 196A, 296, 296A 69                                                    |
| 5  | Erdőkerülő utca (↓) Zsókavár utca (↑)                 | 112 | 96, 130, 146, 196, 196A, 296, 296A 69                                                                           |
| 5  | Erdőkerülő utca 27. (↓) Erdőkerülő utca 28. (↑)       | 111 | 96, 130, 146, 196, 196A, 296, 296A                                                                              |
| 6  | Szentmihályi út (↓) Erdőkerülő utca (↑)               | 111 | 96, 130, 146, 175, 196, 196A, 296, 296A                                                                         |
| ∫  | Szentmihályi út                                       | 108 | 130, 131, 175                                                                                                   |
| 9  | János utca                                            | ∫   | 131, 146 |
| ∫  | Rákospalotai határút                                  | 107 | 130, 175 |
| 9  | Vörösmarty utca                                       | ∫   | 131, 146 |
| ∫  | Gusztáv utca                                          | 106 | 130 |
| 11 | Csömöri út                                            | ∫   | 31, 130, 131, 144, 146                                                                                          |
| ∫  | Baross utca                                           | 106 | 130 |
| 12 | Diófa utca (↓) György utca (↑)                        | 105 | 31, 130, 131, 144, 146                                                                                          |
| 13 | Mátyás király utca                                    | 104 | 31, 131, 144, 146                                                                                               |
| 15 | Csömöri út (Szlovák út) (↓) Csömöri út (↑)            | 103 | 31, 146, 175 |
| 15 | Péterke utca                                          | 102 | 31, 146, 175 |
| 17 | Timur utca                                            | 101 | 31, 146, 175 419                                                                                                |
| 18 | Szilas-patak                                          | 99  | 146, 174 |
| 19 | Mátyás király utca (↓) Szénás utca (↑)                | 99  | 144, 146, 174 419                                                                                               |
| 19 | Ida utca                                              | 98  | 146, 244 |
| 20 | Mátyásföldi tér                                       | 97  | 146, 244 |
| 21 | Sasvár utca                                           | 96  | 44, 146, 244 |
| 22 | Margit utca                                           | 95  | 44, 146, 244 |
| 23 | Gida utca                                             | 94  | 44, 146 |
| 25 | Mátyásföld, repülőtér H                               | 92  | 44, 92, 92A, 146, 176E, 276E                                                                                    |
| 27 | Jókai Mór utca (Rendőrség)                            | 91  | 44, 92, 92A, 146, 176E, 276E 410, 440, 441                                                                      |
| ∫  | Hunyadvár utca / Jókai Mór utca                       | 89  | |
| 29 | Jókai Mór utca (Újszász utca) (↓) Jókai Mór utca (↑)  | 88  | 45, 146 |
| 30 | Pilóta utca                                           | 87  | 45, 146 |
| 31 | Diósy Lajos utca                                      | 86  | 45, 146 |
| 32 | Bökényföldi út                                        | 85  | 45, 146, 176E, 276E                                                                                             |
| 32 | Papír utca                                            | 84  | 45, 146 |
| 33 | Farkashalom utca                                      | 83  | 45, 146 |
| 34 | Anilin utca                                           | 83  | 45, 146 |
| 34 | Cinke utca                                            | 82  | 45, 146 |
| 36 | Georgina utca (↓) Vidámvásár utca (Georgina utca) (↑) | 81  | 45, 92, 92A, 146 480                                                                                            |
| 38 | Nagytarcsai út                                        | 79  | 146 480 |
| 39 | Erdei bekötőút                                        | 78  | 146 |
| 41 | Cinkotai autóbuszgarázs                               | 76  | 146, 146A, 176E, 276E                                                                                           |
| 42 | Vidor utca                                            | 75  | 146, 146A, 176E, 276E                                                                                           |
| 43 | Gyöngytyúk utca                                       | 73  | 146, 146A, 176E, 261E, 276E                                                                                     |
| 44 | Rétsár utca                                           | 72  | 261E |
| 46 | Bakancsos utca                                        | 71  | 97E, 161, 161A, 161E, 162, 169E, 195, 198, 202E, 261E, 262                                                      |
| 47 | Szent kereszt tér                                     | 70  | 97E, 161, 161A, 161E, 162, 169E, 195, 198, 202E, 261E, 262                                                      |
| 49 | Rákoskeresztúr, városközpont                          | 69  | 97E, 98, 161, 161A, 161E, 162, 169E, 195, 198, 202E, 262 484, 485, 486, 504, 505, 506, 508, 509, 510 1070, 1075 |
| 49 | Akácvirág utca (egészségház)                          | 67  | 98 |
| 50 | Széchenyi utca                                        | 66  | 98 |
| 51 | Bulyovszky utca / Ferihegyi út                        | 65  | 98 |
| 53 | Szabadság utca                                        | 64  | 98, 98E, 168E                                                                                                   |
| 55 | Rákoshegy vasútállomás                                | 62  | 98, 98E, 168E, 198 S60 G60                                                                                      |
| ∫  | Lőrinci út                                            | 61  | 168E, 198 |
| 56 | Lőrinci út                                            | 61  | 168E, 198 |
| ∫  | Dedics Ferenc utca                                    | 60  | 168E |
| ∫  | Újmajori utca                                         | 59  | 168E |
| 57 | Kvasz András utca                                     | 57  | 168E |